# Reginald McNamara
Reginald "Reggie" McNamara (Grenfell, Nova Gal·les del Sud, 7 de novembre de 1888 - Newark, 10 d'octubre de 1971) va ser un ciclista australià que es va especialitzar en el ciclisme en pista.
Es va instal·lar als Estats Units d'Amèrica el 1912, on les curses de sis dies tenien gran èxit, i l'any següent es va nacionalitzar estatunidenc. Va participar en més de cent curses d'aquests tipus i en guanyar vint. Va competir fins passats els 50 anys malgrat les seves nombroses caigudes i ossos trencats. Per aquest motiu, i pel seu físic, se'l va conèixer com "l'home de ferro".

## Palmarès
- 1913
  - 1r als Sis dies de Sydney (amb Frank Corry)
- 1915
  - 1r als Sis dies de Buffalo (amb Francesco Verri)
  - 1r als Sis dies de Newark (amb Robert Spears)
- 1916
  - 1r als Sis dies de Chicago (amb Robert Spears)
  - 1r als Sis dies de Kansas City (amb Eddy Madden)
- 1917
  - 1r als Sis dies de Chicago (amb Francesco Verri)
- 1918
  - 1r als Sis dies de Nova York (amb Jake Magin)
- 1922
  - 1r als Sis dies de Nova York (amb Alfred Grenda)
- 1924
  - 1r als Sis dies de Nova York (amb Piet van Kempen)
- 1925
  - 1r als Sis dies de Chicago (amb Bob Walthour)
- 1926
  - 1r als Sis dies de Chicago (amb Bob Walthour)
  - 1r als Sis dies de Nova York 1 (amb Franco Giorgetti)
  - 1r als Sis dies de Nova York 2 (amb Pietro Linari)
  - 1r als Sis dies de Berlín 2 (amb Harry Horan)
- 1927
  - 1r als Sis dies de Nova York 1 (amb Franco Giorgetti)
  - 1r als Sis dies de París 1 (amb Émile Aerts)
- 1929
  - 1r als Sis dies de Chicago (amb Gaetano Belloni)
- 1932
  - 1r als Sis dies de Nova York 1 (amb William Peden)
  - 1r als Sis dies de Toronto (amb Alfred Crossley)
- 1933
  - 1r als Sis dies de Cleveland (amb Norman Hill)